# MTV Europe Music Award para Melhor Artista
A seguir está uma lista dos vencedores do MTV Europe Music Award (MTV EMA) de Melhor Artista (no original, MTV Europe Music Award for Best Artist), assim como os indicados para o mesmo prêmio. O ̟prêmio destina-se a premiar artistas solo.
A primeira edição do prêmio aconteceu em 2007, quando houve uma reformulação geral das categorias do MTV Europe Music Awards, com o título de "Melhor Artista Solo" (Best Solo Artist), tendo substituído os prêmios de Melhor Artista Feminina e Melhor Artista Masculino, ambos entregues desde a edição inaugural dos MTV EMA, em 1994, até 2006.
Em 2008, este prêmio e o prêmio de Melhor Banda, também introduzido no anterior, seriam fundidos numa única categoria, de Melhor Artista de 2008 (Best Act of 2008). Em 2009, as categorias de Melhor Artista Feminina e de Melhor Artista Masculino seriam reestabelecidas, tendo o prêmio para Melhor Grupo, entregue pela última vez em 2006, sido igualmente reinstituído.
Em 2017, os prêmios de Melhor Artista Feminina e Melhor Artista Masculino foram subsituídos pelos de Melhor Artista, tendo o prêmio sido entregue até à última edição do MTV EMA, em 2024.

## Vencedores e indicados

### Década de 2000

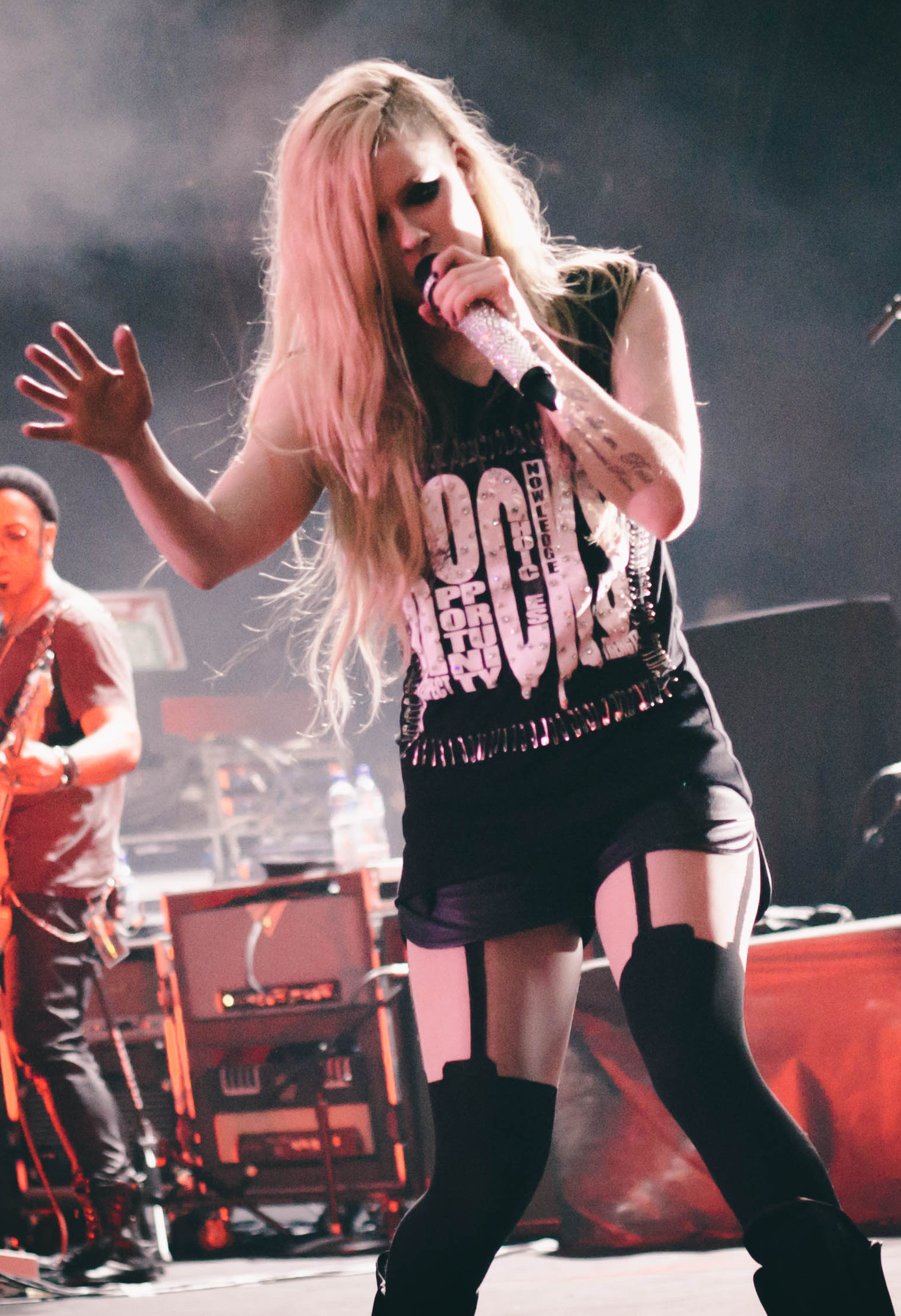
A vencedora de 2007, Avril Lavigne

| Ano               | Artista | Ref |
| ----------------- | ------- | --- |
| 2007              |         |     |
| Avril Lavigne     | [ 1 ]   |     |
| Cristina Aguilera | [ 1 ]   |     |
| Justin Timberlake | [ 1 ]   |     |
| Mika              | [ 1 ]   |     |
| Nelly Furtado     | [ 1 ]   |     |
| Rihanna           | [ 1 ]   |     |

### Década de 2010

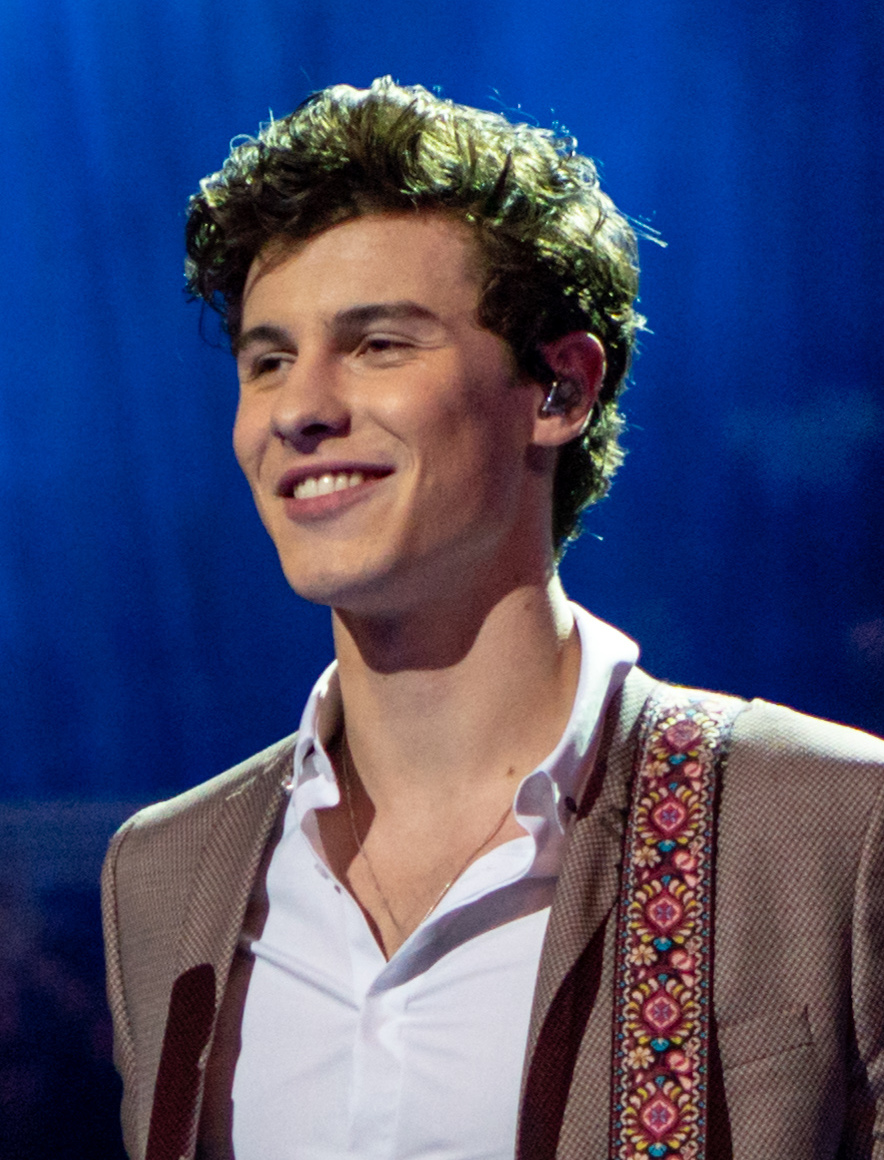
O vencedor de 2017 e 2019, Shawn Mendes. Em 2016, Mendes havia sido eleito público como o melhor artista masculino do ano

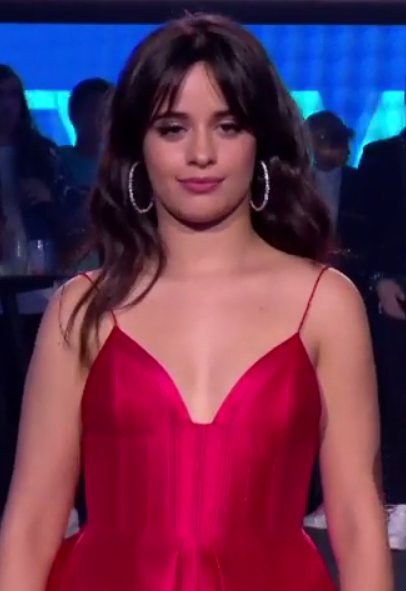
A vencedora de 2018, Camila Cabello

| Ano            | Artista | Ref |
| -------------- | ------- | --- |
| 2017           |         |     |
| Shawn Mendes   | [ 2 ]   |     |
| Ariana Grande  | [ 2 ]   |     |
| Ed Sheeran     | [ 2 ]   |     |
| Kendrick Lamar | [ 2 ]   |     |
| Miley Cyrus    | [ 2 ]   |     |
| Taylor Swift   | [ 2 ]   |     |
| 2018           | [ 2 ]   |     |
| Camila Cabelo  | [ 3 ]   |     |
| Ariana Grande  | [ 3 ]   |     |
| Drake          | [ 3 ]   |     |
| Dua Lipa       | [ 3 ]   |     |
| Post Malone    | [ 3 ]   |     |
| 2019           | [ 3 ]   |     |
| Shawn Mendes   | [ 4 ]   |     |
| Ariana Grande  | [ 4 ]   |     |
| J Balvin       | [ 4 ]   |     |
| Miley Cyrus    | [ 4 ]   |     |
| Taylor Swift   | [ 4 ]   |     |

### Década de 2020

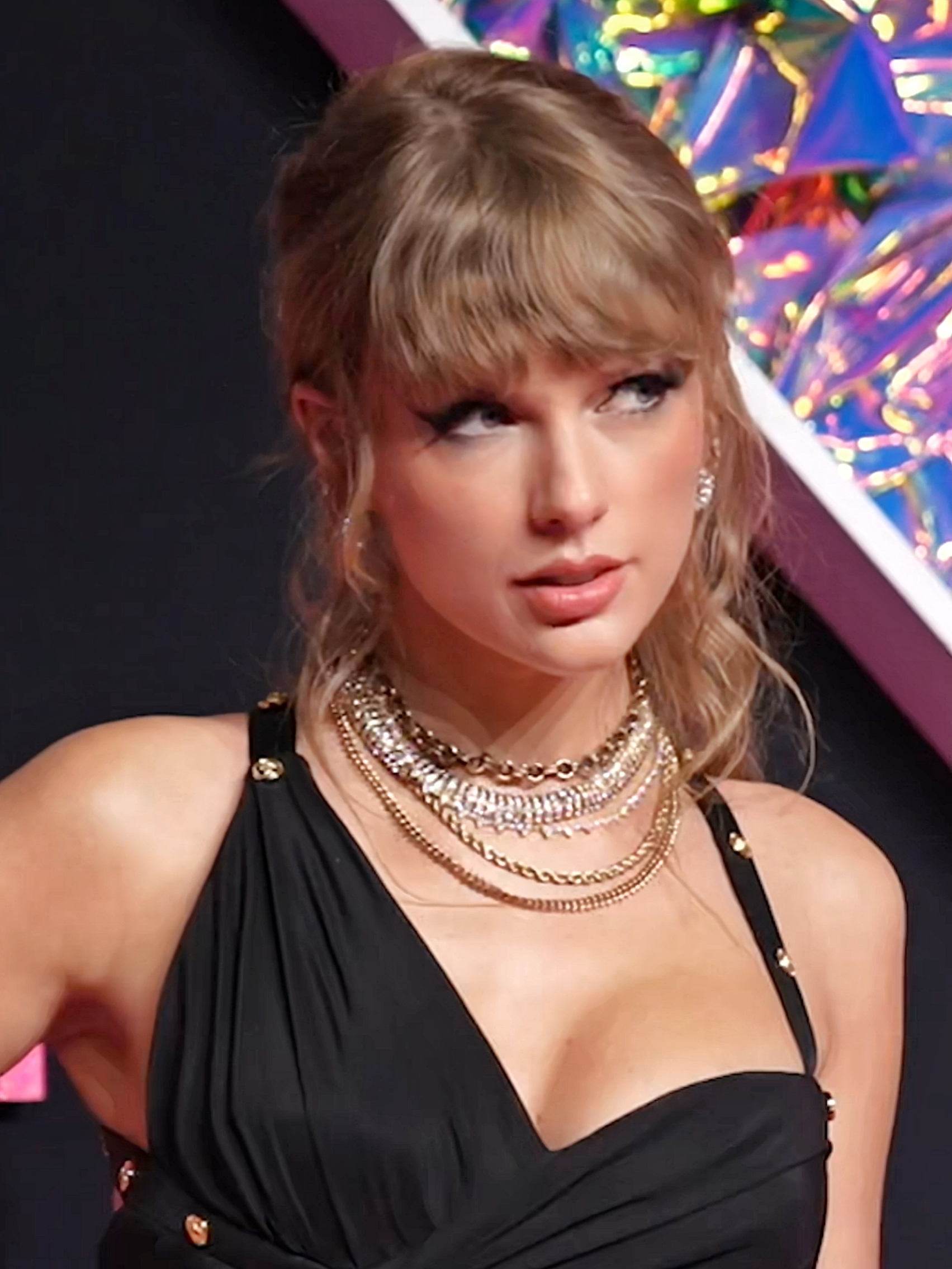
Taylor Swift foi galardoada com o prêmio em 2022, 2023 e 2024, sendo a maior vencedora desta categoria e a única artista a vencê-lo em anos consecutivos. Já em 2012, Swift havia sido galardoada com o pɾêmio de Melhor Artista Feminina

| Ano               | Artista | Ref |
| ----------------- | ------- | --- |
| 2020              |         |     |
| Lady Gaga         | [ 5 ]   |     |
| Dua Lipa          | [ 5 ]   |     |
| Harry Styles      | [ 5 ]   |     |
| Justin Bieber     | [ 5 ]   |     |
| Miley Cyrus       | [ 5 ]   |     |
| The Weeknd        | [ 5 ]   |     |
| 2021              |         |     |
| Ed Sheeran        | [ 6 ]   |     |
| Doja Cat          | [ 6 ]   |     |
| Justin Bieber     | [ 6 ]   |     |
| Lady Gaga         | [ 6 ]   |     |
| Lil Nas X         | [ 6 ]   |     |
| The Weeknd        | [ 6 ]   |     |
| 2022              |         |     |
| Taylor Swift      | [ 7 ]   |     |
| Adele             | [ 7 ]   |     |
| Beyoncé           | [ 7 ]   |     |
| Harry Styles      | [ 7 ]   |     |
| Nicki Minaj       | [ 7 ]   |     |
| Rosalía           | [ 7 ]   |     |
| 2023              | [ 7 ]   |     |
| Taylor Swift      |         |     |
| Doja Cat          |         |     |
| Miley Cyrus       |         |     |
| Nicki Minaj       |         |     |
| Olivia Rodrigo    |         |     |
| SZA               |         |     |
| 2024              |         |     |
| Taylor Swift      |         |     |
| Beyoncé           |         |     |
| Billie Eilish     |         |     |
| Post Malone       |         |     |
| Raye              |         |     |
| Sabrina Carpenter |         |     |

## Estatísticas
| Artistas | Artistas | Artistas | Artistas |
| -------- | -------- | -------- | -------- |
| 23       | 20       | Mulheres |          |
| 23       | 12       | Homens   |          |

| Indicados | Indicados     |
| --------- | ------------- |
| 6         | Taylor Swift  |
| 3         | Ariana Grande |
| 3         | Justin Bieber |
| 3         | Miley Cyrus   |
| 2         | Beyoncé       |
| 2         | Dua Lipa      |
| 2         | Nicki Minaj   |
| 2         | Ed Sheeran    |
| 2         | Lady Gaga     |
| 2         | Shawn Mendes  |
| 2         | Doja Cat      |
| 2         | Post Malone   |
| 2         | The Weeknd    |